# Jasmine Mian
Jasmine Mian (ur. 31 grudnia 1989) – kanadyjska zapaśniczka. Olimpijka z Rio de Janeiro 2016, gdzie zajęła dwunaste miejsce w kategoria 48 kg.
Zajęła siódme miejsce w mistrzostwach świata w 2017. Złota medalistka mistrzostw panamerykańskich w 2016 i srebrna w 2010. Trzecia w Pucharze Świata w 2013. Brąz na Igrzyskach Wspólnoty Narodów w 2014 i igrzyskach frankofońskich w 2013. Złoto akademickich MŚ w 2014, brąz w 2010 i 2012 roku. Zawodniczka Uniwersytetu Calgary.